# Hypsistozoa fasmeriana
Hypsistozoa fasmeriana is een zakpijpensoort uit de familie van de Holozoidae. De wetenschappelijke naam van de soort is, als Distaplia fasmeriana, voor het eerst geldig gepubliceerd in 1924 door Michaelsen.